# Denisa Golgotă
Denisa Golgotă (Târgu Jiu, 8 marzo 2002) è una ginnasta rumena.

## Biografia
Campionessa nazionale al volteggio, ai campionati europei juniores di Berna 2016 Denisa Golgotă si è laureata campionessa al corpo libero, oltre a ottenere il secondo posto al volteggio a parità di merito con l'italiana Martina Basile, e il bronzo con la Romania nel concorso a squadre. L'anno successivo ha partecipato al Festival olimpico della gioventù europea che si è svolto a Győr, in Ungheria, ottenendo un altro secondo posto al volteggio.
Nel 2018 ha iniziato a competere a livello senior diventando ai campionati di Glasgow vicecampionessa europea al corpo libero, dietro la francese Mélanie de Jesus dos Santos, e guadagnando pure la medaglia di bronzo al volteggio. Poi ha disputato i Mondiali di Doha 2018 classificandosi 17ª nel concorso individuale. 
Si ritira dalle competizioni nel 2020. 
Nel 2025 torna in campo internazionale al Trofeo Città di Jesolo, insieme alle compagne Ana Maria Bărbosu, Lilia Cosman, Amalia Ghigoarta, Sabrina Maneca Voinea, Ella Milena Oprea Cretu, con le quali conquista il sesto posto. In seguito, viene convocata per i Campionati Europei di Lipsia 2025: la giornata di qualificazione è valida anche per il titolo di squadra, con la quale ottiene il quarto posto, dietro a Italia, Germania e Francia.